# Мужская сборная Бангладеш по баскетболу 3×3
Мужская сборная Бангладеш по баскетболу 3×3 представляет Бангладеш на международных соревнованиях по баскетболу 3×3. Управляющим органом является Федерация баскетбола Бангладеш (англ. Bangladesh Basketball Federation).
По состоянию на 1 сентября 2024, мужская сборная Бангладеш по баскетболу 3×3 занимает 192-е место в мировом рейтинге ФИБА мужских сборных по баскетболу 3×3.

## Результаты выступлений
| Турнир         | Золото | Серебро | Бронза | Всего |
| -------------- | ------ | ------- | ------ | ----- |
| Азиатские игры | —      | —       | —      | —     |
| Итого          | —      | —       | —      | —     |

### Азиатские игры
| Год           | Место          | Игры           | Победы         | Поражения      | Состав команды                                                                 |
| ------------- | -------------- | -------------- | -------------- | -------------- | ------------------------------------------------------------------------------ |
| Джакарта 2018 | 19             | 5              | 0              | 5              | Intishar Mostafa Chowdhury, Md Shahanur Rahman, Sajid Istiaque, Mahfuzul Haque |
| 2022          | не участвовали | не участвовали | не участвовали | не участвовали | не участвовали                                                                 |